# Danuta Quirini-Popławska
Danuta Anna Quirini-Popławska (ur. 14 kwietnia 1939 w Warszawie) – polska historyk mediewistka.

## Życiorys
Córka Heleny i ppłk. dypl. Eugeniusza Quiriniego. Od 1959 była pracownikiem Katedry Historii Powszechnej Wyższej Szkoły Pedagogicznej w Krakowie. Następnie wykładała na Instytucie Historii Uniwersytetu Jagiellońskiego i Instytucie Kulturoznawstwa Akademii Ignatianum w Krakowie. W 1998 otrzymała tytuł profesora nauk humanistycznych. Redaktor naczelny pisma „Portolana. Studia mediterranea”. Zajmuje się stosunkami polsko-włoskimi oraz dziejami i kulturą krajów śródziemnomorskich okresu średniowiecza i czasów nowożytnych. Do jej uczniów należą m.in.: Krzysztof Bojko, Piotr Wróbel. Zasiadła w komisji rewizyjnej Towarzystwa Wydawniczego „Historia Iagellonica”.

## Publikacje
- Działalność Włochów w Polsce w I połowie XVI wieku: na dworze królewskim, w dyplomacji i hierarchii kościelnej, Kraków: Zakład Narodowy im. Ossolińskich Wydawnictwo PAN 1973.
- Działalność Sebastiana Montelupiego w Krakowie w drugiej połowie XVI wieku, Kraków: UJ 1980.
- Korespondencja Sebastiana i Valeria Montelupich (1576-1609), oprac. Danuta Quirini-Popławska, Wrocław: Zakład Narodowy im. Ossolińskich 1986.
- (redakcja) Grybów – studia z dziejów miasta i regionu, t. 1-2, pod red. Danuty Quirini Popławskiej, Kraków: Towarzystwo Autorów i Wydawców Prac Naukowych „Universitas” 1992-2000.
- Mit czy rzeczywistość późnośredniowiecznej Wenecji? Urbs populosissima, opulentissima, liberalissima, Kraków: Wydawnictwo UJ 1997.
- (redakcja) Niewolnictwo i niewolnicy w Europie: od starożytności po czasy nowożytne: pokłosie sesji zorganizowanej przez Instytut Historii Uniwersytetu Jagiellońskiego w Krakowie w dniach 18–19 grudnia 1997 roku, pod red. Danuty Quirini-Popławskiej, Kraków: Wydawnictwo UJ 1998.
- Włoski handel czarnomorskimi niewolnikami w późnym średniowieczu, Kraków: Towarzystwo Autorów i Wydawców Prac Naukowych „Universitas” 2002.
- Związki artystyczne dworu medycejskiego z Europą Środkową w ostatniej ćwierci XVI wieku: wybrana korespondencja z Archivio di Stato we Florencji, oprac. i wstępem poprzedziła Danuta Quirini-Popławska, Kraków: Wydawnictwo Uniwersytetu Jagiellońskiego 2006.
- (redakcja) Antonio Possevino SJ (1533–1611): życie i dzieło na tle epoki, pod red. Danuty Quirini-Popławskiej, Kraków: Akademia Ignatianum – Wydawnictwo WAM 2012.
- (redakcja) Itinera clericorum: kulturotwórcze i religijne aspekty podróży duchownych, pod red. Danuty Quirini-Popławskiej i Łukasza Burkiewicza, Kraków: Akademia Ignatianum – Wydawnictwo WAM 2014.

## Odznaczenia
- Krzyż Kawalerski Orderu Odrodzenia Polski (20 września 2001, „w uznaniu wybitnych zasług w pracy naukowej i dydaktycznej”)[5].
- Krzyż Kawalerski Gwiazdy Solidarności Włoskiej (przyznany 17 października 2006, dekoracja 4 grudnia 2008)[6].